# Mattias Barsk
Martin Mattias Barsk, född 31 oktober 1976 i Tärendö församling i Norrbottens län, är en svensk kommunikatör och marknadsprofil inom ideell verksamhet. Tidigare TV-producent och programutvecklare.
Mattias Barsk är uppvuxen i Tärendö i Pajala kommun. Sedan 2007 arbetar han på Sveriges Television, där han  producerat program för såväl vuxna som barn, såsom REA, Hjärnkontoret, Vetenskapens värld, Expedition Vildmark, Minimyror i Kenya och Existens. År 2014 blev han ansvarig för SVT:s program på minoritetsspråk, med utvecklingen av program som Bastubaletten och Sápmi Sisters. Han har också producerat serien Extrema ögonblick samt varit reporter för Plus. 
År 2015 var Extrema Ögonblick nominerat till tv-priset Kristallen. 
År 2017 mottog Barsk Spektrumpriset för "Bästa personliga insats"; priset delades ut av SVT:s vd  Hanna Stjärne. Motiveringen var: "För att han bygger broar och öppnar dörrar mellan världar - målmedvetet, lyhört och utan huvudet på sned. För att han tar alla människor – oavsett ursprung eller hemvist – på största allvar och gör berättelserna till en angelägenhet för oss alla. Tack vare hans blick blir vi påminda om det självklara – vi bor alla i samma land, våra rötter korsar varandra och sinsemellan är vi ganska lika. Hans insats har lyft minoritetsspråksprogrammen och gjort SVT:s utbud rikare - och ibland helt magiskt."
2018 startade Barsk bolaget Arctic Minds AB, ett produktionsbolag med kontor i Luleå och Stockholm. De producerar filmer och kommunikationsmaterial till organisationer som Motivationslyftet och Börje Salmings ALS-Stiftelse.   
Sedan 2022 är han kommunikationschef på Hjärtebarnsfonden, numera marknadschef.   
Åren 2005–2013 var han gift med programledaren Anna Lindman och därefter var han gift med programpresentatören Justine Kirk 2016–2019.